# Open di Francia 1976
L'Open di Francia 1976 è stata la 75ª edizione degli Open di Francia di tennis, si è svolto sui campi in terra rossa dello Stade Roland Garros di Parigi, Francia, dal 31 maggio al 14 giugno 1976.
Il singolare maschile è stato vinto dall'italiano Adriano Panatta, che si è imposto sullo statunitense Harold Solomon in quattro set col punteggio di 6–1, 6–4, 4–6, 7–6(3). Il singolare femminile è stato vinto dalla britannica Susan Barker, che ha battuto in tre set la cecoslovacca Renáta Tomanová. Nel doppio maschile si sono imposti Frederick McNair e Sherwood Stewart. Nel doppio femminile hanno trionfato Fiorella Bonicelli e Gail Sherriff Chanfreau Lovera. Nel doppio misto la vittoria è andata a Ilana Kloss in coppia con Kim Warwick.

## Partecipanti uomini

### Teste di serie
| Nazionalità | Giocatore          | Ranking | Testa di serie |
| ----------- | ------------------ | ------- | -------------- |
| Svezia      | Björn Borg         | 3       | 1              |
| Argentina   | Guillermo Vilas    | 2       | 2              |
| Spagna      | Manuel Orantes     | 5       | 3              |
| Stati Uniti | Arthur Ashe        | 4       | 4              |
| Messico     | Raúl Ramírez       | 13      | 5              |
| Stati Uniti | Eddie Dibbs        | 18      | 6              |
| Stati Uniti | Harold Solomon     | 17      | 7              |
| Italia      | Adriano Panatta    | 14      | 8              |
|             | n/a                |         | 9              |
| Stati Uniti | Brian Gottfried    | 23      | 10             |
| Polonia     | Wojciech Fibak     | 58      | 11             |
| Australia   | John Newcombe      | 20      | 12             |
| Rep. Ceca   | Jan Kodeš          | 19      | 13             |
| Cile        | Jaime Fillol       | 16      | 14             |
| Italia      | Corrado Barazzutti | 40      | 15             |
| Francia     | François Jauffret  | 39      | 16             |

## Risultati

### Singolare maschile
Adriano Panatta ha battuto in finale  Harold Solomon con il punteggio di 6–1, 6–4, 4–6, 7–6(3).

### Singolare femminile
Susan Barker ha battuto in finale  Renáta Tomanová con il punteggio di 6–2, 0–6, 6–2.

### Doppio maschile
Frederick McNair /  Sherwood Stewart hanno battuto in finale  Brian Gottfried /  Raúl Ramírez con il punteggio di 7–6(6), 6–3, 6–1.

### Doppio femminile
Fiorella Bonicelli /  Gail Sherriff Chanfreau Lovera hanno battuto in finale  Kathy Harter /  Helga Niessen Masthoff con il punteggio di 6–4, 1–6, 6–3.

### Doppio misto
Ilana Kloss /  Kim Warwick hanno battuto in finale  Delina Boshoff /  Colin Dowdeswell con il punteggio di 5–7, 7–6, 6–2.